# Nixson Kurgat
Nixson Kurgat (2 maggio 1988) è un ex maratoneta keniota.

## Competizioni internazionali
2009
- 36º alla Discovery Kenya Half Marathon ( Eldoret) - 1h04'43"

2010
- 24º alla Standard Chartered Nairobi Half Marathon ( Nairobi) - 1h04'07"
- Oro alla Mezza maratona di Gaspar ( Gaspar) - 1h05'27"
- Argento alla Corrida Maria Zeferina Baldaia ( Sertãozinho) - 30'01"
- 6º alla Brazil Caixa ( San Paolo) - 30'47"

2011
- 5º alla Roma-Ostia ( Roma) - 1h01'43"

2012
- Argento alla Milano Marathon ( Milano) - 2h08'43"
- Argento alla Maratona di Chuncheon ( Chuncheon) - 2h10'43"

2013
- Oro alla Maratona di Chuncheon ( Chuncheon) - 2h08'29"
- Argento alla Maratona di Madrid ( Madrid) - 2h10'54"

2014
- Oro alla Maratona di Chuncheon ( Chuncheon) - 2h07'11"
- Bronzo alla Maratona di Daegu ( Taegu) - 2h07'18"

2015
- Argento alla Maratona di Chuncheon ( Chuncheon) - 2h10'01"

2018
- Argento alla Maratona di Cannes ( Cannes) - 2h10'41"